# Corot
CoRoT (COnvection, ROtation and planetary Transits) är ett franskt rymdteleskop som skickades upp i omloppsbana runt jorden den 27 december 2006 från Kosmodromen i Bajkonur. Dess uppgift är att leta efter exoplaneter. Dess första upptäckten blev CoRoT-1b som upptäcktes i maj 2007.
CoRoT kostade 170 miljoner euro, och är ett samarbete mellan CNES och ESA. Den förväntade livslängden var 30 månader.

## Överblick
CoRoT består av ett 27 cm (diameter) teleskop med en rad av spektroskopiska detektorer. Satelliten hade en vikt vid uppskjutningen på 630 kg. CoRoT är 4,1 meter lång, 1,984 m i diameter och drivs av två solpaneler. En rysk Sojuz 2-1B-raket sköt upp teleskopet i en cirkulär polarbana med en höjd på 827 km den 27 december 2006. Den första vetenskapliga observationssessionen började den 3 februari 2007.
Under dess 2½ års planerade uppdrag, kommer observationerna att ske på dess kretsplan, vilket betyder att det inte kommer att bli några jordockultationer, vilket gör att den kan observera oavbrutet i 150 dagar. Under sommaren kommer den att observera i området runt stjärnbilden Ormen och under vintern i stjärnbilden Enhörningen. Under de resterande 30 dagarna mellan de två huvudsakliga observationsperioderna kommer den att observera fem andra områden på himlen.
CoRoT kommer att mäta ljusstyrkan hos stjärnor och då titta efter de minsta variationer som sker regelbundet när planeter passerar framför och förmörkar moderstjärnan. CoRoT är troligen känslig nog att kunna upptäcka stenplaneter några gånger större än jorden. Hittills har CoRoT upptäckt två nya gasjättar, den planettyp som för tillfället dominerar bland kända exoplaneter.
CoRoT kommer också att genomföra astroseismologi. Den kan upptäcka variationer i luminositeten som beror på akustiska vibrationer hos stjärnan. Detta fenomen kan göra så att man kan räkna en stjärnas precisa massa, ålder och kemiska sammansättning och kommer att vara till hjälp vid jämförelser mellan solen och andra stjärnor.
Under varje observations-session kommer det att finnas ett huvudmål för astroseismologi, till och med upp till nio andra mål. Samtidigt kommer den att observera ljusstyrkan hos 120 000 stjärnor med en skenbar magnitud mindre än +15,5 för att leta efter exoplaneter. Man tror att man kommer att hitta ett par dussin planeter som resultat av detta projekt.

## Potential
Innan uppdraget började sade teamet bakom CoRoT att teleskopet endast skulle kunna upptäcka planeter några gånger större än jordens storlek och att det inte var speciellt designat för att upptäcka beboeliga planeter, utan potentiellt beboeliga planeter. Enligt ett pressmeddelande som offentliggjorde de första upptäckterna fungerar CoRoTs instrument bättre än vad man trott.
Man tror att CoRoT endast kommer att upptäcka en liten del av de planeter som finns belägna inom dess observationsfält, på grund av den låga sannolikheten för att existerande planeter gör passager framför stjärnan i synvinkeln från vårt solsystem. Man förväntar sig att planetsystem som upptäcks inom en lämplig gräns för fortsatt observation, kommer att studeras vidare av framtida uppdrag som Darwin och TPF eller satelliter som Keplerteleskopet och Space Interferometry Mission.

## Upptäckter
CoRoT har, under perioden maj 2007 – juni 2011, gjort 25 bekräftade planetupptäckter samt observerat över 400 möjliga planetkandidater.
- Den 5 maj 2007 rapporterades det att CoRoT hade upptäckt en "het jupiter" kretsande runt en sollik stjärna 1 500 ljusår ifrån oss. Denna planet har en radie på ungefär 1,5 gånger Jupiters. Planeten kretsar ett varv runt stjärnan på 1,5 dagar[5][6]. Preliminära data indikerar också att instrumenten fungerar bättre än förväntat och att CoRoT möjligen kan upptäcka planeter av jordens storlek.
- Den andra exoplaneten, CoRoT-2b, upptäcktes i december 2007.[7]
- I maj 2008 offentliggjordes två nya exoplaneter, liksom en himlakropp CoRoT-3b av ESA. CoRoT-3b ser ut att vara en blandning mellan en brundvärg och en planet. CoRoT har även upptäckt en svag signal, vilken kan vara en annan exoplanet med en radie så liten som 1,7 jordradie. Existensen av detta objekt, som kan vara en stenplanet, har inte bekräftats än.[8]
- CoRoT-7b upptäcktes i februari 2009 och är mindre än två gånger jordens storlek.[9]
- Vid Corot-konferensen som ägde rum i Marseille den 14 juni 2011, offentliggjordes 10 nya exoplaneter, bland vilka var CoRoT-24b och CoRoT-24c, två planeter av Neptunus-storlek som kretsar i omloppsbana runt samma stjärna.[10]